# Wooga
Wooga GmbH es una desarrolladora de juegos para móvil localizada en Berlín, Alemania. La compañía desarrolla juegos gratis para dispositivos móviles, como los teléfonos inteligentes y las tabletas y las redes sociales tipo Facebook. Es la quinta desarrolladora más grande (por usuarios activos mensuales) en la plataforma de Facebook según datos de marzo de 2014.
En la GDC 2014, su CEO, Jens Begemann presentó la aproximación de desarrollo nuevo de la compañía, el cual llamó el “filtro hit”. El objetivo de la empresa es crear dos éxitos al año.

## Estructura de la compañía
Wooga GmbH tiene una estructura poco tradicional. El desarrollo de los juegos está descentralizado, y creado por equipos autónomos que trabajan en estudios separados dentro de la compañía. Funciones empresariales, como HR, PR, y el marketing sí están centralizados.

## Historia
- Wooga es fundada en enero de 2009 por Jens Begemann (CEO), Patrick Paulisch (Cofundador) y Philipp Moeser (CTO).[6] Patrick Paulisch desde entonces ha dejado Wooga.[7]
- En julio de 2009, Wooga lanzó su primer juego, Brain Buddies. El juego logró 5 millones de jugadores mensuales en 3 meses.[8]
- La compañía recibió 5 millones de euros en una ronda de financiación dirigida por Balderton Capital en noviembre de 2009.[9][10]
- En febrero de 2010, Wooga lanzó su segundo juego, Bubble Island, el cual logró 4 millones de jugadores mensuales en 8 semanas.
- En mayo de 2010, Wooga lanzó su tercer juego, Monster World.[11]
- En noviembre de 2010, Wooga lanzó Happy Hospital.[12]
- En marzo de 2011, Wooga lanzó Diamond Dash.[13]
- Magic Land fue lanzada durante el GDC de 2011 en Colonia. En diciembre de 2011 Wooga presentó el Diamond Dash para iPhone e iPad en París y consiguientemente anunció su lanzamiento global en iOS. En marzo de 2012, Wooga anunció que Diamond Dash había sido descargado 11 millones de veces.[14]
- En marzo de 2013 Wooga lanzó dos juegos Monster World y Pearl's Peril. Este último se convirtió en el de más rápida aceptación.[15]
- En abril de 2013 Wooga lanzó Pocket Village.
- En mayo de 2013, Wooga lanzó Bosque Fantástico y Kingsbridge.[12] En febrero de 2014 Bosque Fantástico era relanzado con el nombre de Farm Tales.
- En agosto de 2013 Jelly Splash se lanzó en iOS.[16] El juego era posteriormente liberado en Facebook.com en septiembre de 2013, y en Android en octubre de 2013.[17] También lo usó como título de prueba para la plataforma KakaoTalk en noviembre de 2013.[18]
- En diciembre de 2013, Jelly Splash informó que contaba con 8.2 millones de Usuarios Activos Mensuales.[19]
- En mayo de 2015, Wooga lanzó Crazy Kings  (desarrollado por TicBits)

## Usuarios
Según Metrics Monk, en febrero de 2014 Wooga tenía un total de 35 millones de usuarios activos mensuales y 7.7 millones de usuarios activos diarios en Facebook.
El 24 de febrero de 2014, Wooga era la 43.º desarrolladora de aplicaciones más importante de iTunes y la 78.º de Juegos de Google, según App Annie.